# Jacob Jordaens

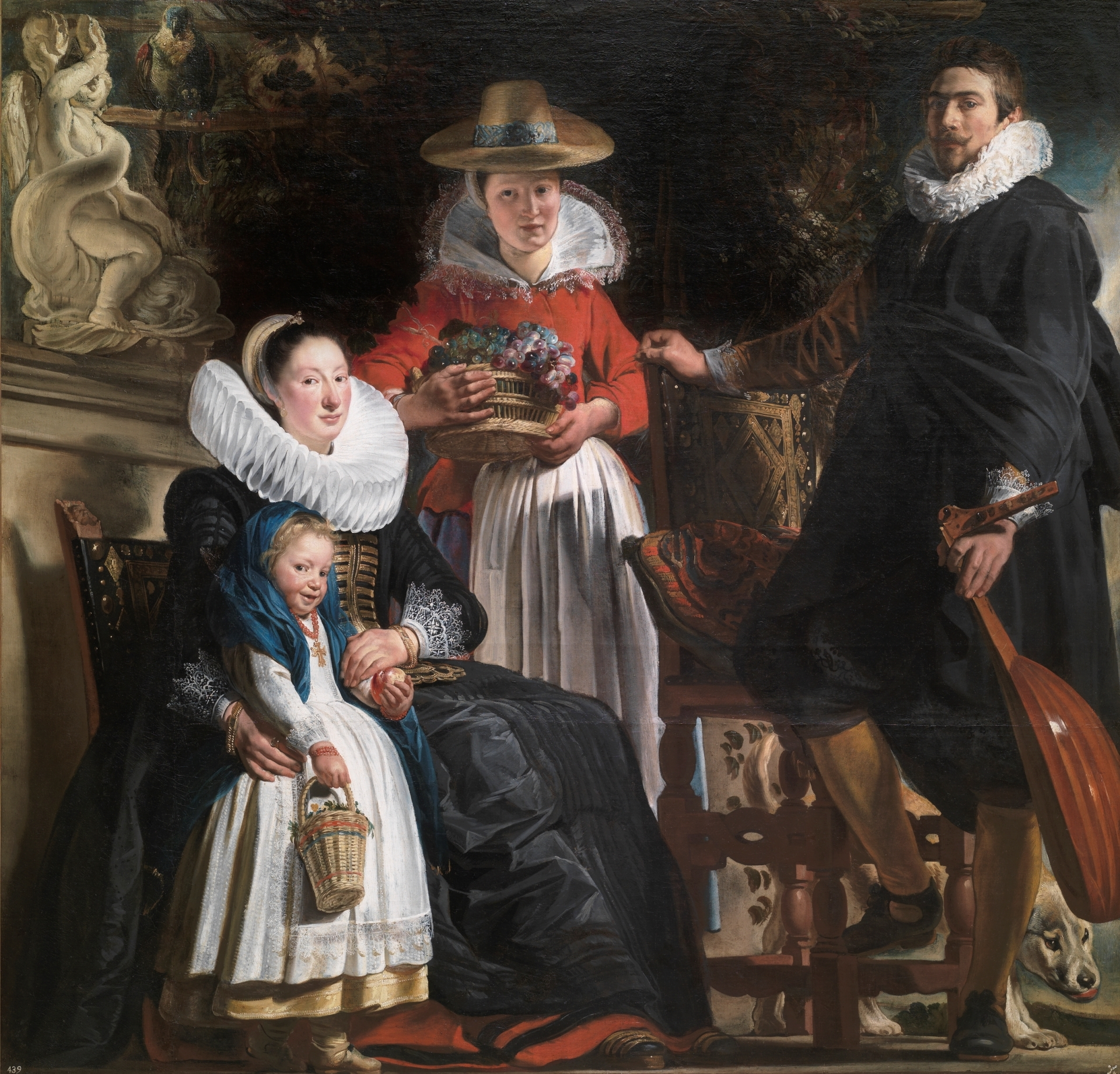
Familjen Jordaens i en trädgård (cirka 1621). Pradomuseet i Madrid.

Den heliga Familjen i en båt. Skoklosters slott.

Jacob Jordaens, född 19 maj 1593 i Antwerpen, död 18 oktober 1678 i Antwerpen, var en flamländsk målare under barocken.

## Biografi
Jordaens gick i lära hos Adam van Noort i Antwerpen mellan 1607 och 1615. Jordaens samarbetade till en början med en annan av van Noorts elever, Peter Paul Rubens, och tog starka intryck av Anthonis van Dyck som verkade i samma stad. Jordaens färgskala är dock mustigare, och hans framställningar övergår ofta i det rent burleska.
Bland hans tidigare verk märks Korsfästelsen (1617, Sankt Pauluskyrkan i Antwerpen), Satyr bland bönder (Kassel) och Allegori (Bryssel). Bland ämnen för genrebilder framställde Jordaens flera gånger efter 1630 Bönskördens kungafest (Wien, Paris, Berlin med flera platser) och Som de äldre sjunga, så skrika de unga (Antwerpen, Paris, Berlin med flera platser). Vidare märks flera utmärkta porträtt och gruppbilder, såsom Konstnären och hans familj (Pradomuseet), Prins Fredrik Henriks triumf (1652, Haag) samt bland hans sista målningar Jesus bland de skriftlärde (1663, Mainz).
På Nationalmuseum finns fyra tavlor av Jordaens, bland vilka den äldsta från 1618 är Herdarnas tillbedjan och den mest berömda är Kung Kandaules visar sin gemål för Gyges. På Övedsklosters slott finns målningen Silenus omgiven av backanter och Kunstmuseet i Köpenhamn har flera bilder, bland dem Färjan till Antwerpen (ursprungligen från De Geerska samlingen på Finspångs slott), Ymnighetshornet tillverkas (1649) och Susanna och gubbarna (1653). och han är även representerad vid bland annat Göteborgs konstmuseum
I sitt måleri uppvisar Jordaens tydliga influenser från den italienske målaren Caravaggios chiaroscuro. Han låter sig även inspireras av det holländska måleriets realistiska tendenser.

## Utmärkelser
Asteroiden 5232 Jordaens är uppkallad efter honom.